# Керген, Жанна-Мари
Жанна-Мари Керге́н, в монашестве — Мария Святой Наталии (фр.  Jeanne-Marie Kerguin, 5 мая 1864, Бель-Иль-ан-Тер — 9 июля 1900, Тайюань) — святая Римско-Католической Церкви, монахиня из женской монашеской конгрегации «Францисканки Миссионерки Марии», мученица.

## Биография
Жанна-Мари Керген родилась 5 мая 1864 года во Франции. В 1887 году она вступила в монашескую конгрегацию «Францисканки Миссионерки Марии», приняв монашеское имя Мария Божьего Рождества.
В 1898 году епископ Франциск Фоголла, занимавшийся миссионерской деятельностью в Китае, путешествовал по Европе, рассказывая о жизни китайской католической Церкви, искал желающих поехать на миссию в эту страну. Будучи в Турине на Международной выставке, посвящённой китайской культуре, Франциск Фоголла познакомился там с основательницей конгрегации «Францисканки Миссионерки Марии» Еленой Марией де Шаппотен, которая предложила ему послать в Китай несколько монахинь. В результате их встречи на миссию поехала небольшая группа священников и монахинь, среди которых была и Мария Божьего Рождества. Будучи на миссии в Тайюане, Мария Божьего Рождества занималась катехизацией, ухаживала за бедными и сиротами.
В 1899—1900 гг. в Китае проходило ихэтуаньское восстание боксёров, во время которого пострадало много китайских христиан. Мария Божьего Рождества была арестована повстанцами по приказу губернатора провинции Хэбэй Юй Сяня вместе с группой католиков и приговорена к смертной казни, которая состоялась 9 июля 1900 года.

## Прославление
Мария Божьего Рождества была беатифицирована 27 ноября 1946 года папой Пием XII и канонизирована 1 октября 2000 года папой Иоанном Павлом II вместе с группой 120 китайских мучеников.
День памяти в Католической Церкви — 9 июля.

## Источник
- George G. Christian OP, Augustine Zhao Rong and Companions, Martyrs of China, 2005, стр. 40 (недоступная ссылка)  (англ.)